# Landkreis Darmstadt-Dieburg
Darmstadt-Dieburg er en landkreis i den sydlige del af  den tyske delstat Hessen. Nabokreise er Landkreis Offenbach, Landkreis Aschaffenburg (Bayern), Landkreis Miltenberg (Bayern), Odenwaldkreis, Kreis Bergstraße, Kreis Groß-Gerau, og den kreisfrei Darmstadt som den ligger rundt om
Kreisen blev oprettet i 1977 ved en sammenlægning  af de tidligere landkreise  Darmstadt og Dieburg. 
Området ligger i Odenwaldbjergene.  Mest kendt i området er Messelgruben, hvor der findes mange fossiler; Stedet har siden 1995 været på UNESCOs Verdensarvsliste.

## Byer og kommuner
Kreisen havde 297399  indbyggere pr.  2018-12-31

| Byer 1. Babenhausen (16834) 2. Dieburg (15679) 3. Griesheim (27435) 4. Groß-Bieberau (4665) 5. Groß-Umstadt (21162) 6. Ober-Ramstadt (15130) 7. Pfungstadt (25151) 8. Reinheim (16346) 9. Weiterstadt (Sitz: Riedbahn) (25975) | Kommuner 1. Alsbach-Hähnlein (adm: Alsbach) (9146) 2. Bickenbach (6014) 3. Eppertshausen (6198) 4. Erzhausen (7996) 5. Fischbachtal (adm: Niedernhausen) (2664) 6. Groß-Zimmern (14564) 7. Messel (4090) 8. Modautal (adm: Brandau) (5096) 9. Mühltal (adm: Nieder-Ramstadt) (13908) 10. Münster (Hessen) (14672) 11. Otzberg (adm: Lengfeld) (6424) 12. Roßdorf (12612) 13. Schaafheim (9227) 14. Seeheim-Jugenheim (adm: Seeheim) (16411) |